# Mesedra juvenis
Mesedra juvenis är en fjärilsart som beskrevs av W. Warren 1904. Mesedra juvenis ingår i släktet Mesedra och familjen mätare. Inga underarter finns listade i Catalogue of Life.